# Calypso-Klasse (1756)
Die Calypso-Klasse war eine Klasse von vier Korvetten der französischen Marine, die von 1756 bis 1771 in Dienst stand.

## Geschichte
Die Klasse wurde von Jacques-Luc Coulomb entworfen und zwischen Juni 1756 und 1758 auf Werften in Brest und Nantes gebaut. Eine fünfte in Brest gebaute Korvette wurde nicht fertiggestellt. Gegenstücke in der britischen Marine waren die Sloops der Beaver-Klasse.

## Einheiten
| Name        | Bauwerft         | Kiellegung   | Stapellauf     | Indienststellung     | Verbleib                                                   |
| ----------- | ---------------- | ------------ | -------------- | -------------------- | ---------------------------------------------------------- |
| Calypso     | Arsenal de Brest | Juni 1756    | September 1756 | November 1756        | Auf Grund des schlechten Zustandes um 1771/72 außer Dienst |
| Escarboucle | Arsenal de Brest | Juli 1756    | November 1756  | Januar 1757          | Am 5. September 1757 durch die Royal Navy gekapert         |
| Mignonne    | Werft in Nantes  | Oktober 1756 | April 1757     | Mai 1757             | Am 19. März 1759 durch die Royal Navy gekapert             |
| Éclair      | Werft in Nantes  | Oktober 1756 | April 1757     | Juni 1757            | Im Mai 1758 bei der Île-d’Houat gesunken                   |
| Oracle      | Arsenal de Brest | 1757         | 1758           | Nicht fertiggestellt | Nicht fertiggestellt                                       |

## Technische Beschreibung
Die Klasse war als Batterieschiff mit einem durchgehenden Geschützdecks konzipiert und hatte eine Länge von 32,48 Metern (Geschützdeck), eine Breite von 8,12 Metern und einen Tiefgang von 4,06 Metern bei einer Verdrängung von 400 Tonnen. Die Beplankung war kraweel ausgeführt, das heißt, die Enden der Planken stießen stumpf aufeinander, so dass eine glatte Außenfläche entstand. Die Beplankung war kraweel ausgeführt, das heißt, die Enden der Planken stießen stumpf aufeinander, so dass eine glatte Außenfläche entstand.
Die Bewaffnung der Klasse bestand aus sechzehn 4-Pfünder-Kanonen mit einem Geschossgewicht von 15,66 kg.

## Besatzung
Die Besatzung hatte eine Stärke von 95 bis 155 Mann (5 Offiziere und 90 bis 150 Unteroffiziere bzw. Mannschaften).